# Ludgershall (Wiltshire)
Ludgershall – wieś w Anglii, w hrabstwie Wiltshire. Leży 24 km na północny wschód od miasta Salisbury i 108 km na zachód od Londynu. Miejscowość liczy 3775 mieszkańców.